# Звездчатая ехидна
Звездчатая ехидна, или звездчатый мегадер  (лат. Echidna nebulosa) — вид лучепёрых рыб семейства муреновых (Muraenidae). Распространены в тропических и субтропических водах всех океанов. Максимальная длина тела 100 см. Морские придонные рыбы. Питаются ракообразными и рыбами.

## Описание
Тело вытянутое, угреобразное, немного сжато с боков. Максимальная длина тела 100 см, обычно около 50 см. Кожа голая, покрыта слизью. Спинной плавник начинается на голове перед жаберными отверстиями, тянется до хвостового плавника и соединяется с ним. Анальный плавник начинается сразу за анальным отверстием, которое расположено в середине тела, тянется до хвостового плавника и тоже соединяется с ним. Хвостовой плавник закруглённый. Грудные и брюшные плавники отсутствуют.

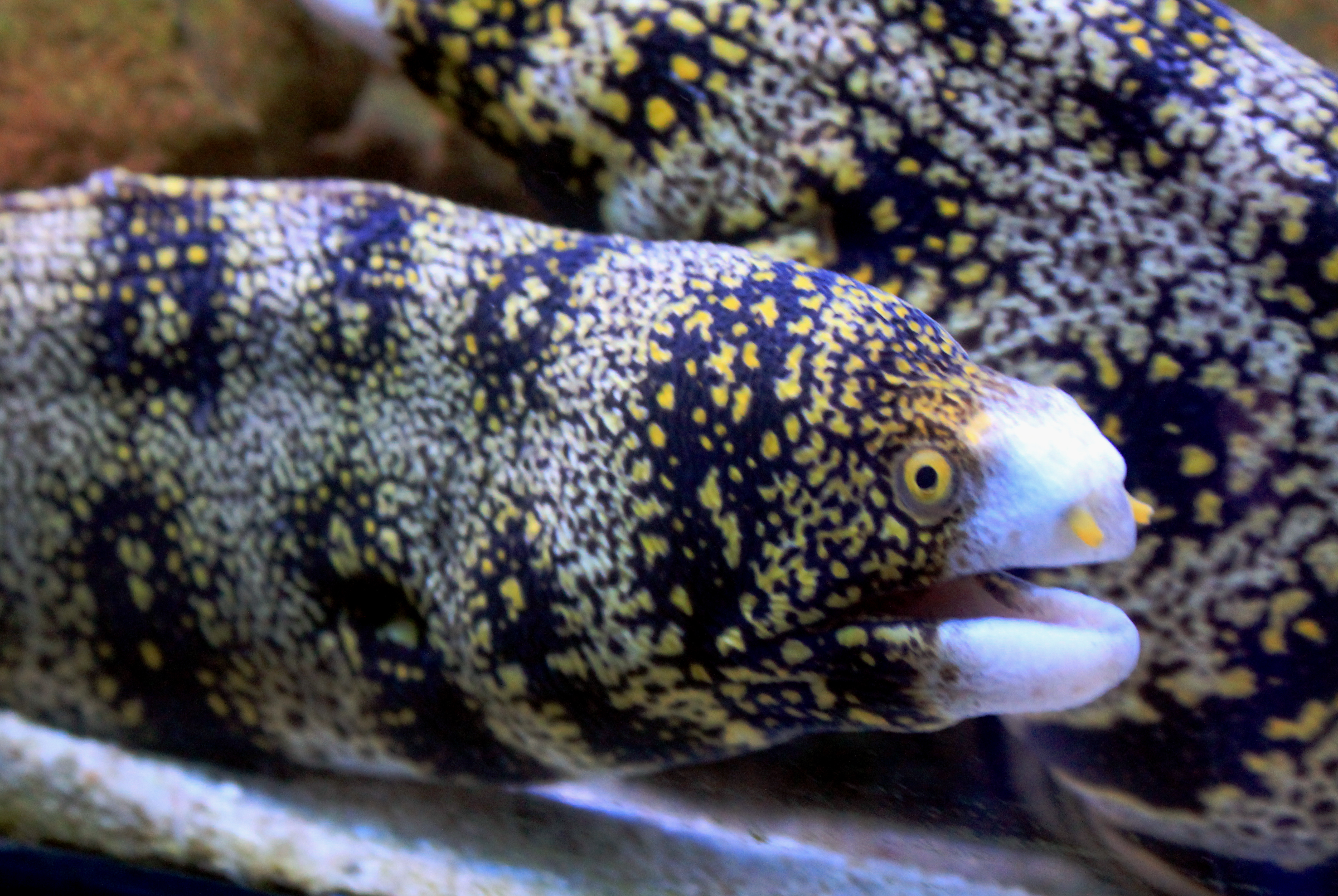

Тело и голова от желтоватого до беловатого цвета, покрыты многочисленными тёмными червеобразными короткими линиями или мелкими точками. Вдоль спины и по нижней части тела проходят ряды больших сетчатых чёрных пятен, иногда уменьшающихся до звездообразных узоров. В каждом пятне располагается несколько пятнышек жёлтого цвета. Рыло белого цвета. Радужная оболочка глаза и ноздри жёлтые. Половой диморфизм не выражен.

## Биология
Морские придонные рыбы. Обитают у скалистых рифов на глубине от 1 до 48 м, обычно до 10 м. Также встречаются в зарослях морских водорослей с каменными обломками. Ведут одиночный образ жизни. Питаются ракообразными и мелкими рыбами.

## Ареал
Широко распространены в тропических и субтропических водах всех океанов. Индо-Тихоокеанская область: от Красного моря и Персидского залива вдоль восточного побережья Африки до Южной Африки, включая Мадагаскар, Маскаренские и Сейшельские острова на восток до островов Общества и Гавайских островов; на север до островов Рюкю и Огасавара и на юг до Австралии и Новой Каледонии. Восточная Атлантика: от Нижней Калифорнии, Коста-Рики и Панамы до Колумбии. Также встречаются в юго-восточной Атлантике.